# 叶坚族
叶坚族是越南官方认定的54个民族之一，主要分布在越南的昆嵩省境内。根据1999年人口普查，叶坚族共有30,243人。
叶坚族人死后，将尸体葬入棺材，悬挂在树上。
他们说叶语和坚语，皆属于南亚语系孟-高棉语族。